# 小渋温泉
小渋温泉（こしぶおんせん）は、長野県下伊那郡大鹿村（旧国信濃国）の小渋川沿いに湧出する温泉である。

## 泉質
- ナトリウム-塩化物 - 炭酸水素塩泉（冷鉱泉）
  - 源泉温度13.9℃
  - PH 8.55

## 温泉街
現在、旅館が1軒ある。

## 歴史
小渋の湯の歴史は古く、南北朝時代に宗良親王の家臣渋谷三郎が、鹿が湯に浸り傷を癒しているのを見て、自分の傷をこの湯に浸して治したことに始まると伝えられる。以来、湯治場として知られてきた。まるでローションのような泉質で、肌がつるつるになることから、「美人の湯」として評判となっている。

## アクセス
- 鉄道 : 飯田線伊那大島駅から伊那バスで約50分で最寄バス停小渋橋へ。下車後徒歩約50分